# Paraktia Thalassia Zoni Apo Argostoli Eos Vlachata (Kefalonia) Kai Ormos Mounta
Paraktia Thalassia Zoni Apo Argostoli Eos Vlachata (Kefalonia) Kai Ormos Mounta este o arie protejată (arie specială de conservare — SAC, sit de importanță comunitară — SCI) din Grecia întinsă pe o suprafață de 3.679,27 ha, integral pe uscat.

## Localizare
Centrul sitului Paraktia Thalassia Zoni Apo Argostoli Eos Vlachata (Kefalonia) Kai Ormos Mounta este situat la coordonatele 38°04′56″N 20°33′36″E / 38.082175°N 20.560071°E.

## Înființare
Situl Paraktia Thalassia Zoni Apo Argostoli Eos Vlachata (Kefalonia) Kai Ormos Mounta a fost declarat sit de importanță comunitară în august 1996 pentru a proteja 3 specii de animale. Situl a fost protejat și ca arie specială de conservare în martie 2011.

## Biodiversitate
Situată în ecoregiunile marină mediteraneană și mediteraneană, aria protejată conține 3 habitate naturale: Bancuri de nisip acoperite în permanență slab de apă marină, Straturi cu Posidonia (Posidonion oceanicae), Recifuri.
La baza desemnării sitului se află mai multe specii protejate:
- mamifere (1): delfin mare (Tursiops truncatus)
- pești (1): Petromyzon marinus
- reptile (1): Chelonia mydas

Pe lângă speciile protejate, pe teritoriul sitului au mai fost identificate 8 specii de plante, 6 specii de nevertebrate, 1 specie de pești.